# Mizofonia
Mizofonia (z gr. misos „nienawiść”, phone „dźwięk”), inaczej SSSS (ang. selective sound sensitivity syndrome) – jeden z rodzajów nadwrażliwości na dźwięki. Chory na mizofonię doznaje silnie negatywnej emocjonalnej reakcji w odpowiedzi na określone odgłosy, szczególnie te wydawane przez innych ludzi, jak np.: głośny oddech, chrapanie, mlaskanie, pociąganie nosem, chrząkanie itp. Reakcję tę opisuje się często jako niemożliwą do opanowania mieszaninę złości i lęku, połączoną z psychicznymi i somatycznymi objawami reakcji walki i ucieczki. Osoba z mizofonią może nie tolerować różnej ilości dźwięków, przy czym najtrudniejsze do zniesienia są z reguły odgłosy wydawane przez najbliższych.
Mizofonia daje o sobie znać najczęściej w dzieciństwie. Nadwrażliwość na określone dźwięki nie mija jednak z wiekiem, a reakcja emocjonalna nie ulega osłabieniu. Najczęściej z czasem pojawiają się kolejne bodźce słuchowe, których chory nie jest w stanie znieść.
Obecnie nie istnieje lek na to schorzenie. Wielu chorych stosuje technikę unikania, co może skutkować izolacją i osłabieniem więzi społecznych. W celu poprawy komfortu życia osoby z mizofonią stosuje się m.in. metody używane w terapii szumów usznych i psychoterapię poznawczo-behawioralną.